# TSF
TSF（Transsexual Fiction），是在虛構作品中對異性的性轉換這種作品類型的總稱。是將英語中的“TG”（英語：transgender fiction）和“TF”（英語：transsexual fantasy）合併起來的一個日語特有名詞。

## 概要
TSF在廣義上一般被認為一個人在性別上“變身”，在外表上“異性裝扮”，語言、內心產生了變化等等。TSF最初名叫「TS」，但為了與性轉換區別，就加上了代表「創作」的「F」。
在古羅馬的《變形記》中，各個神祇經常轉換性別，進行在那時甚至現在看來是有違人倫的戀愛之事。所以由此可以得知，TSF這種作品元素早已存在，歷史非常悠久。
在現代社會，這種元素經常出現在小說、漫畫、電影和遊戲，特別在成人作品廣泛存在。根據Pixivision專欄作家咖喱澤薰考察，在Pixiv上面，「TSF」標籤的投稿有相當比例的「R-18」標籤。該標籤代表投稿為成人作品。

## 分類
在相關作品中經常會使用以下的手段。
- 手術
  - 現實社會中進行醫學上的性轉換手術
  - 以現在的科學技術尚不可能實現的DNA細胞改造手術
  - 以外科手術手段將原大腦植入異性身體
- 變身
  - 藥品
  - 魔法、詛咒
  - 宇宙人或科學狂人（英语：Mad scientist）進行機械改造等
  - 體質・遺傳
- 身体交換
  - 男女互相交換彼此的精神。
- 附身
  - 以強大的精神力奪取異性的身體。
- 雙性人
- 病弱
  - 男性（女性）的肉體因為傳染病、病毒和細菌發生女性化（男性化）。

## 與TSF類似的作品類型
以下風格中，往往被認為和TSF有著相似性，不過它們的作品體裁卻不盡相同。
- 性別不一致
- 跨性別
- 扶他那裡
- 女體化
- 異性裝扮（肉體沒有發生實質上的性別變化但在穿著服飾上顯得異性化）

此項容易和TSF混淆。順便提及，對於TSF中肉體實際上發生改變（特別是通過手術和藥品手段）有抗拒和厭惡情緒的人很多，而變裝能更容易被廣泛的讀者接受。
- 相貌相同的男女互相交換生活
- 身體為男性但外貌酷似女性
- 去勢
- 身體部分變化、部分交換
- 轉世

無法逃離的背叛、機巧童子ULTIMO 為比較著名的例子。
- 皮物

使用類似玩偶一樣的皮囊變身為異性。以現有的科技，只穿皮囊便變成完美的異性是不可能的，因此便產生了這一種分類。

## 代表作品

### 動畫、漫畫、輕小說
- Mr.Clice
- あかねちゃんOVER DRIVE
- 悪徳なんか怖くない
- 惡魔少女
- アスカはいぶりっど
- ANIMAL X
- 我變小學一年生
- エスプガルーダ
- エスプガルーダII
- えんとらんす！
- おかわりナポリタン
- おじゃまユーレイくん
- 不當哥哥了！
- おれがあいつであいつがおれで（「轉校生」原案）
- 我，要成為雙馬尾
- おれ、夕子
- 革命之日（日语：革命の日）
- 女生愛女生
- ガチャガチャ
- 肯普法
- 攻殼機動隊 STAND ALONE COMPLEX
- 心靈鏈環
- 思春期苦澀的變化（日语：思春期ビターチェンジ）
- シンデレラボーイ
- 成城紅茶館的事情
- 空也IN不思議の園
- 在世界盡頭愛Ai吧！
- 世界を征服するための、3つの方法
- 學姐與我
- 蒼穹之昴
- デイジー♥Magic
- 轉校生
- 轉生少女圖鑑（日语：転生少女図鑑）
- 魯莽天使
- どう男女!?
- ないしょのつぼみ（6期）
- のぞむのぞみ
- 緞帶魔法少女
- ヒロインくん
- 夢幻遊戲 玄武開傳
- ふたかた
- ふたば君チェンジ
- BLUE DROP
- ボクガール
- 僕と彼女の×××
- 魔女啟示錄
- 我的親愛主人！ ？
- ボクの初體験
- まおまりも
- 魔王を征服するための、666の方法
- 魔法少年マジョーリアン
- Mr.ボーイ
- MAZE☆爆熱時空
- めぐみるく
- ももたま
- 問題ないね!?ヒデユキくん
- 亂馬½
- Return（日语：リターン (映画)）
- 我家有個狐仙大人
- 僕少女

### 文學作品
- 奧蘭多
- 闇の女王

### 美術作品
- ユピテルとカリスト

## 外部連結
- http://wolf.fang.or.jp/ueba/ （页面存档备份，存于）
- https://archive.cdtsf.com/ （页面存档备份，存于）
- https://novel.transchinese.org/ （页面存档备份，存于）